# Kanton Martigues-Est
Kanton Martigues-Est is een voormalig kanton van het Franse departement Bouches-du-Rhône. Het kanton maakte deel uit van het arrondissement Istres. Het werd opgeheven bij decreet van 27 februari 2014, met uitwerking op 22 maart 2015.

## Gemeenten
Het kanton Martigues-Est omvatte enkel en deel van de  gemeente Martigues.